# Эйнасто, Яан Эльмарович
Яан Эльмарович Эйнасто (эст. Jaan Einasto, род. 23 февраля 1929) — советский и эстонский астроном, специалист по галактической и внегалактической астрономии и астрономическому приборостроению. Почётный гражданин Тарту.

## Биография
Окончил в 1952 году Тартуский университет.
Кандидат (1955), доктор физико-математических наук (1972), академик Эстонской академии наук (1986), с 1985 года — академик-секретарь подразделения физики и астрономии Эстонской академии наук. С 1952 года работает в Тартуской обсерватории, в 1977—1998 годах — заведующий отделом космологии, в 1992—1995 годах — профессор космологии в Тартуском университете.
Основные труды посвящены галактической, внегалактической астрономии и космологии. Исследовал крупномасштабную структуру Вселенной, пришёл к выводу, что галактики и скопления галактик имеют тенденцию группироваться в сверхскопления галактик, которые образуют в пространстве ячеистые структуры. Разработал оригинальную методику создания оптимального теплового режима астрономических башен и куполов. Развил теорию автоматических и полуавтоматических телескопов для наблюдения искусственных спутников Земли, предложил четырёхосный способ монтировки телескопа для наблюдения за движением спутников.
Член Европейской Академии, Европейского астрономического общества, Королевского астрономического общества. В его честь назван астероид № 11577. Вошёл в составленный в 1999 году по результатам письменного и онлайн-голосования список 100 великих деятелей Эстонии XX века.
Лауреат Премии Грубера (2014) по космологии (совместно с Кеннетом Фриманом, Брентом Талли и Сидней ван ден Бергом) — за изучение структуры и состава близких галактик, включая Местную группу галактик.